# Mitsubishi Grandis
A Mitsubishi Grandis é um MPV de sete lugares construído pela Mitsubishi Motors para substituir o a Chariot/Space Wagon/Nimbus Liner.
A Mitsubishi Grandis foi lançada no dia 14 de maio de 2003 e é vendido no Japão, na Ásia, Europa, Oceania, México e América do Sul.
Os motores disponíveis é um de quatro cilindros 2400c e um 2000 DI-D de origem Volkswagen.
O exterior foi desenhado pelo designer Olivier Boulay inspirado da Mitsubishi Space Liner, de quatro lugares, foi exibido no 35º Tokyo Motor Show, em 2001. Foi O primeiro modelo a mostrar a nova designação da marca, um triángulo que nasce na grelha do radiador e que se estende numa nervura pelo capot.
O Grandis foi também a base para o Mitsubishi FCV (Fuel Cell Vehicle, alimentado por uma pilha de combustível, tecnologia desenvolvida pelo então accionista controladora DaimlerChrysler. "FC System" utiliza uma pilha de combustível para permitir a reconstituição de uma série de pilhas NiMH a partir de 117 litros de hidrogénio de armazenamento comprimido.
O Grandis ganhou o prémio "Best MPV" no 26º Bangkok International Motor Show em 2005.
É também considerado o único monovolume desportivo, devido ao seu chassis reforçado pela Ralliart.